# Johanne Nielsdatter
Johanne Nielsdatter o Johanne Nilsdatter, fue una mujer noruega ejecutada en 1695 por acusaciones de brujería, siendo la última ejecución confirmada por tal motivo en el país. 
Johanne era originaria de Kvæfjord en la actual Troms og Finnmark. No se sabe mucho de su vida, salvo que fue arrestada en marzo y llevada a juicio en abril. Durante su encarcelamiento, Niels Nielsen Rasch fue responsable de su cuidado, y probablemente su hija Gertrud Rask también la cuidó.
Fue acusada de haber renunciado a su bautismo, religión y a Dios para entregarse a Satanás a cambio de dos cosas: un demonio personal llamado Knut y la habilidad de usar magia. Ella admitió haber causado enfermedades y muerte, así como haber provocado el hundimiento de un barco al afectar el clima a través de la magia. Fue juzgada culpable de los cargos y sentenciada a ser ejecutada en la hoguera.
Si bien Johanne Nielsdatter es la última persona confirmada ejecutada por brujería en Noruega ella no fue la última en ser quemada viva, este mecanismo se usó al menos hasta 1757. Durante el siglo XVIII, hubo más juicios por brujería en Noruega, pero, o no resultaron en sentencias de muerte o faltaba la documentación necesaria, de estos últimos casos se desconoce el veredicto, tal pasó con los casos de: Birgitte Haldorsdatter, Brita Alvern y Siri Jørgensdatter.
La ley contra la brujería fue abolida en 1842.